# Witte bultzwam
De witte bultzwam (Trametes gibbosa) is een schimmel uit de familie Polyporaceae. Het is een eenjarige zwam die is te vinden op stammen en stronken van loofbomen (vooral beuken). De zwam groeit met name in de herfst maar is het hele jaar aanwezig. De naam komt van de vaak bultige aanhechting. De zwam heeft langwerpige poriën waarmee hij zich onderscheidt van de andere soorten van het geslacht Trametes. Het vlees is taai en compact en wordt keihard als het gedroogd wordt.

## Kenmerken

### Uiterlijke kenmerken
Kenmerkend voor de witte bultzwam zijn langwerpige, sleufvormige poriën aan de onderzijde van de vruchtlichamen. De poriën kunnen echter ook doolhofachtig zijn. Het trama vormt 5-15 cm, in sommige gevallen tot 20 cm brede, roomwitte tot gebroken witte vruchtlichamen, die waaiervormig of consolevormig zijn op het substraat en vaak verdikt zijn als een bult op het hoogtepunt van de groei. Het oppervlak is fijn fluweelachtig en gezoneerd, het is vaak groenachtig van kleur door algengroei. De buisvormige laag die niet kan worden losgemaakt van de trama is witachtig, de poriën zijn langwerpig en 0,5-1,0 mm breed. De witte bultzwam kan in vele vormen voorkomen, met name de gelijknamige verdikking bij het groeipunt is niet altijd uitgesproken en de rand kan scherp zijn of juist gezwollen. Het vruchtvlees is taai en compact en wordt na het drogen keihard. De kleur van het sporenpoeder is roomwit.
De witte bultzwam is geen eetbare paddenstoel.

### Microscopische kenmerken
De sporen zijn ellipsoïde tot cilindrisch van vorm, zonder kiempore, inamyloïde en meten 4–5,5 × 2–2,5 μm. Het trama heeft een trimitisch hyfensysteem, dat wil zeggen, er zijn generatieve hyfen, bindhyfen en skelethyfen. Verder zijn er spoelvormige, dunwandige cystidia met een lengte van 15 tot 20 µm.

## Ecologie
De witte bultzwam komt voornamelijk voor in beukenbossen, maar ook in eiken- en loofhoutbossen, evenals in bodemvochtige uiterwaarden. Hij komt minder vaak voor buiten gesloten bossen. De witte bultzwam is een saprobiotische houtbewoner die voorkomt op stronken en liggende, dikkere bladverliezende stammen en daar witrot veroorzaakt, zeldzamer worden nog staande stammen gekoloniseerd. Hij groeit graag op beuken, maar is ook niet ongewoon op andere loofbomen. Naaldhout is zeer zeldzaam. Over het algemeen is er in het zuiden van het Europese verspreidingsgebied een breed spectrum aan loofbomen gevestigd, terwijl in het noorden steeds meer de voorkeur wordt gegeven aan de gewone beuk totdat deze het enige substraat wordt.
De vruchtlichamen zijn het hele jaar door te vinden.

## Verspreiding
De witte bultzwam is wijdverspreid in Europa en Azië (naar China, Korea, Japan, zuiden naar India), in Europa valt zijn verspreidingsgebied in het zuiden, noorden en westen samen met dat van de gewone beuk, alleen in Oost-Europa gaat het duidelijk verder dan dat.
In Nederland komt de witte bultzwam zeer algemeen voor. Hij staat niet op de rode lijst en is niet bedreigd.